# Jardín Botánico de la Universidad de Estrasburgo
El Jardín Botánico de la Universidad Louis Pasteur (en francés: jardin botanique de l'université de Strasbourg) es un jardín botánico y arboreto de 3,5 hectáreas de extensión dependiente administrativamente de la Universidad de Estrasburgo en Estrasburgo. 
El código de identificación del Jardin botanique de l'université de Strasbourg como miembro del "Botanic Gardens Conservation Internacional" (BGCI), así como las siglas de su herbario es STR.
- Promedio anual de lluvias: 610 mm
- Altitud: 135.00 m s. n. m.
- Área total bajo cristal: 660 metros

## Historia
Desde 1619 año de su fundación, hasta nuestros días, la historia del Jardín botánico ha sido rica en repercusiones. 

### El jardín de la «plaine à choux» (1619–1869)
A partir 1566, Estrasburgo, ciudad de intelectuales y artistas, dispone de su Academia. Constaba entonces de 4 facultades: Teología, Derecho, Medicina y Filosofía. Esta Academia, transformada en universidad en 1621, desea poseer un jardín botánico en el recinto de la ciudad. 
Negociaciones entre el senado y el convento Saint-Nicolas-aux-Ondes permiten al rector Storck obtener una parte del cementerio situado en el barrio del Krutenau. Debido a su origen de huerta, su nombre alsaciano «plaine à choux» significa “llano de las coles”. 
Después del Jardin des Plantes de Monpellier creado en 1593, este es el segundo jardín botánico de Francia creado en 1619. Se situaba en el lugar de la Escuela de las Artes Decorativas actuales. Los vegetales cultivados entonces estaban clasificados por propiedades medicinales. Administrado por los profesores de la facultad de medicina, se construyen varios invernaderos con el fin de aumentar la diversidad de las plantas que deben estudiarse. En 1670, el primer inventario del jardín, publicado por el botánico M. Mappus, contabiliza 1600 especies. 
A raíz de la Revolución francesa, a partir de 1789, numerosos jardines botánicos desaparecen. Se suprime a la totalidad de la universidad en 1792 y se cancelan los títulos. Jean Hermann, naturalista y médico alsaciano, es el director en estos tiempos. Sacrifica su fortuna al jardín, permitiéndole sobrevivir sin demasiados daños. 
En efecto, un representante del pueblo quería sustituir a los naranjos y los mirtos símbolos de la aristocracia por árboles plebeyos, como ciruelos y manzanos. 
Jean Hermann salva también de la destrucción una parte de las estatuas de la catedral de Estrasburgo enterrándolas en el jardín. 

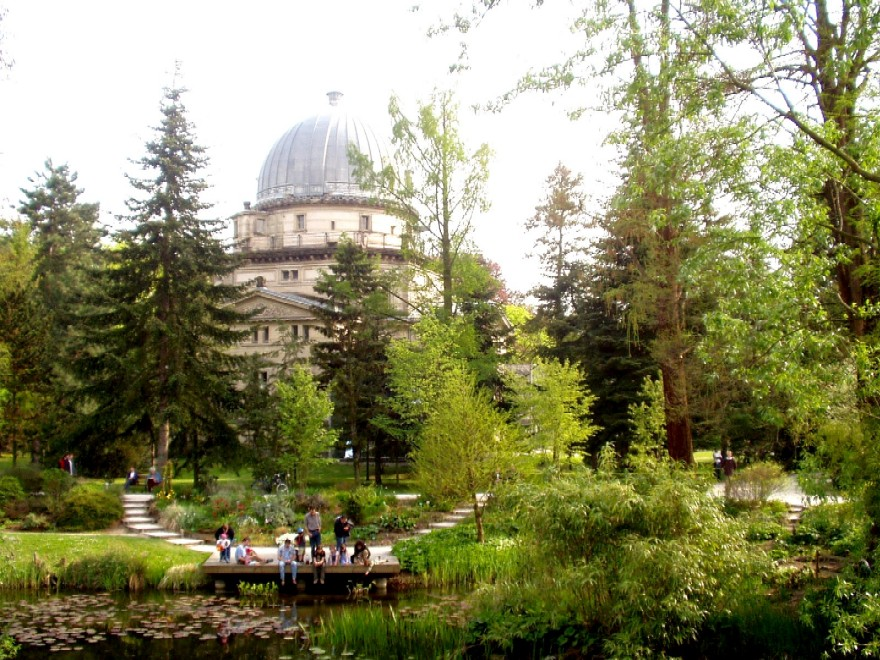
Jardín botánico de la universidad de Estrasburgo con el observatorio astronómico.

### El jardín de la Universidad Imperial (1870–1955)
Las tropas alemanas asedian la ciudad durante la guerra Francogermana de 1870. Los habitantes de Estrasburgo cercados no tienen ya acceso a los cementerios situados en la periferia de la ciudad. El Jardín botánico se convierte de nuevo en el lugar donde dar sepultura. 
En 1871, Alemania anexiona Estrasburgo. El emperador alemán Guillermo II quiere hacer de Estrasburgo un modelo de excelencia alemana. A partir de 1880, emprende con este fin la construcción de la Universidad Imperial, escaparate científico y cultural de Alemania. 
Se emprenden algunos trabajos titánicos al este de la ciudad: el palacio universitario y los ocho edificios de los institutos de la facultad de las ciencias, el observatorio, el museo zoológico. Con este motivo, un nuevo Jardín botánico se realiza bajo la dirección del botánico alemán Anton de Bary.
Se sitúa en su actual emplazamiento, sobre el lugar de las antiguas defensas de la ciudad. El estanque del jardín sería incluso un resto de las zanjas. 
Sus invernaderos monumentales se inauguran el 26 de noviembre de 1884. 
Después de la Primera Guerra Mundial, Alsacia, así como el jardín, vuelven a ser francesas en 1919.

## Descripción del jardín botánico actual
Actualmente el Jardín botánico tiene la misma superficie que en su creación, 3,5 hectáreas. Los grandes invernaderos del tiempo alemán fueron destruidos el 11 de agosto de 1958 por el granizo. 
Sólo el invernadero dodecagonal llamado “invernadero de Bary” en honor del fundador del jardín, se salvó de la demolición de 1963. Se clasificó desde entonces como "monumento histórico". 
Se construyeron el Instituto de Botánica y los edificios actuales (invernadero frío e invernadero caliente) en 1967 bajo la dirección del decano H.J Maresquelle, director del jardín de 1945 a 1969. 

## Objetivos
El Jardín botánico de Estrasburgo depende de la Facultad de las Ciencias de la vida. Esta particularidad condiciona sus objetivos: al igual que otros jardines botánicos, es un apoyo para los estudiantes, los alumnos y el público deseoso de informarse. Reúne una amplia variedad de plantas organizadas según una clasificación vegetal precisa. 
Esta vocación pedagógica es primordial. El jardín botánico propone visitas guiadas así como actividades pedagógicas con el fin de sensibilizar al público y, más concretamente, a las jóvenes generaciones de la importancia de la conservación del patrimonio vegetal.
El jardín botánico cultiva y aclimata especies “exóticas”. Se trata de evaluar su comportamiento bajo el clima de Estrasburgo. Desde hace algunas décadas, este planteamiento de aclimatación ha permitido enriquecer las colecciones exteriores de vegetales únicos (la palmera de cáñamo, el plátano, el jujubier…).
También desempeña un papel importante en la conservación de las plantas amenazadas de extinción. Al cultivarlas y al intercambiarlas en unas redes de jardines e institutos botánicos socios, participa en la protección de la biodiversidad. Uno de los objetivos del botánico es el de sensibilizar al público sobre los peligros que amenazan la biodiversidad. 

## Colecciones
Este botánico alberga a 7100 accesiones de plantas vivas, con 5900 taxones cultivados.
Hay 9 secciones que rodean al "Instituto de Botánica":
- Arboretum,
- Invernadero tropical,
- Invernadero templado,
- Invernadero cálido,
- Invernadero de hierbas,
- Estanque con la colección de plantas acuáticas,
- Jardín sistemático,
- Plantaciones ecológicas,
- Plantas de interés económico,

Entre sus colecciones especiales son dignas de mencionar,
- Celtis con 15 ssp.,
- Cornus con 35 ssp., gracias a la cual ostenta la etiqueta de "Collection National" del Conservatorio de colecciones vegetales especializadas.
- Cotoneaster con 300 spp.,
- Rhamnus con 30 ssp.
- Sansevieria con 110 ssp.
- Euphorbia con 200 spp.

Algunos de los especímenes del "Jardin botanique de l'université de Strasbourg".

Especímenes
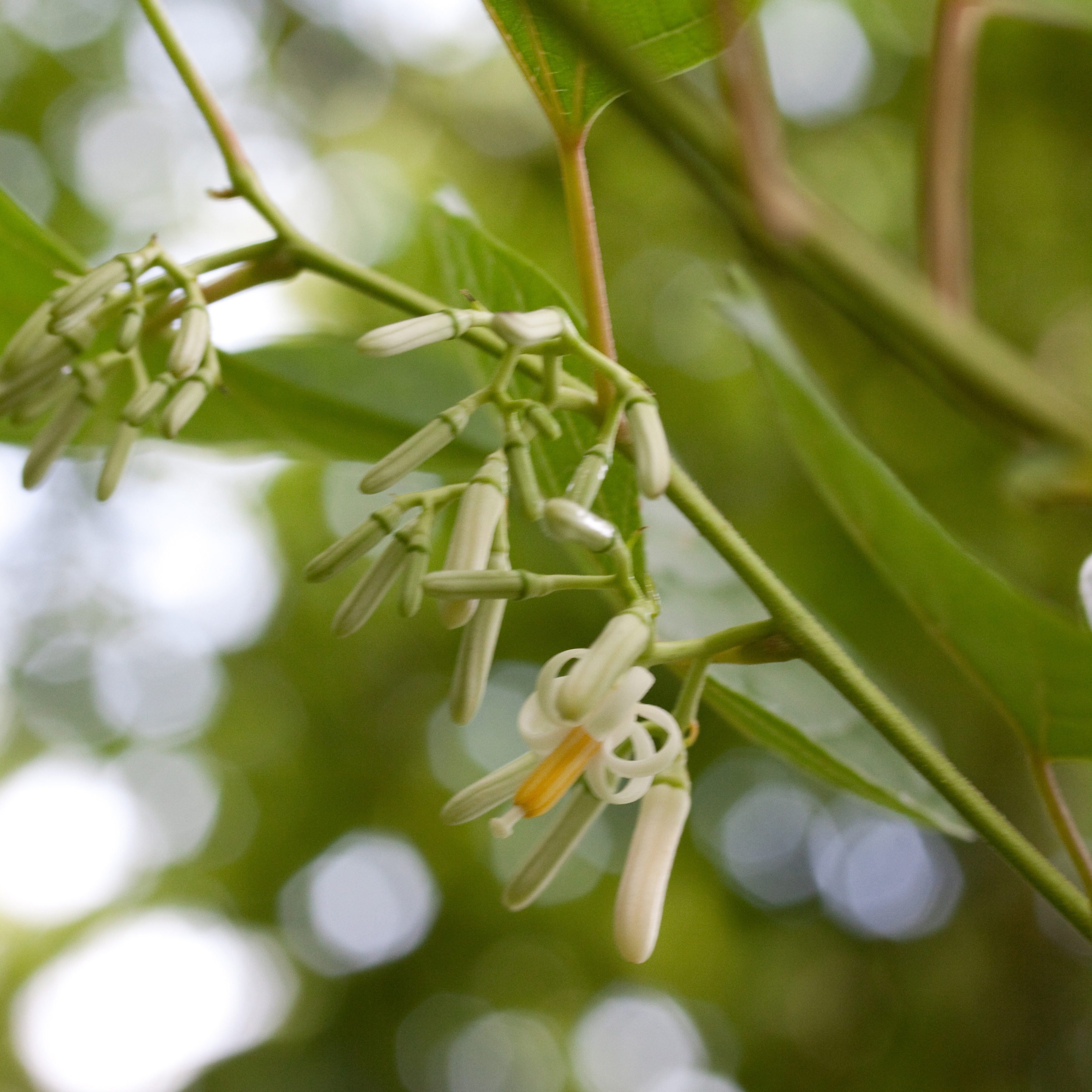
'Alangium chinensis
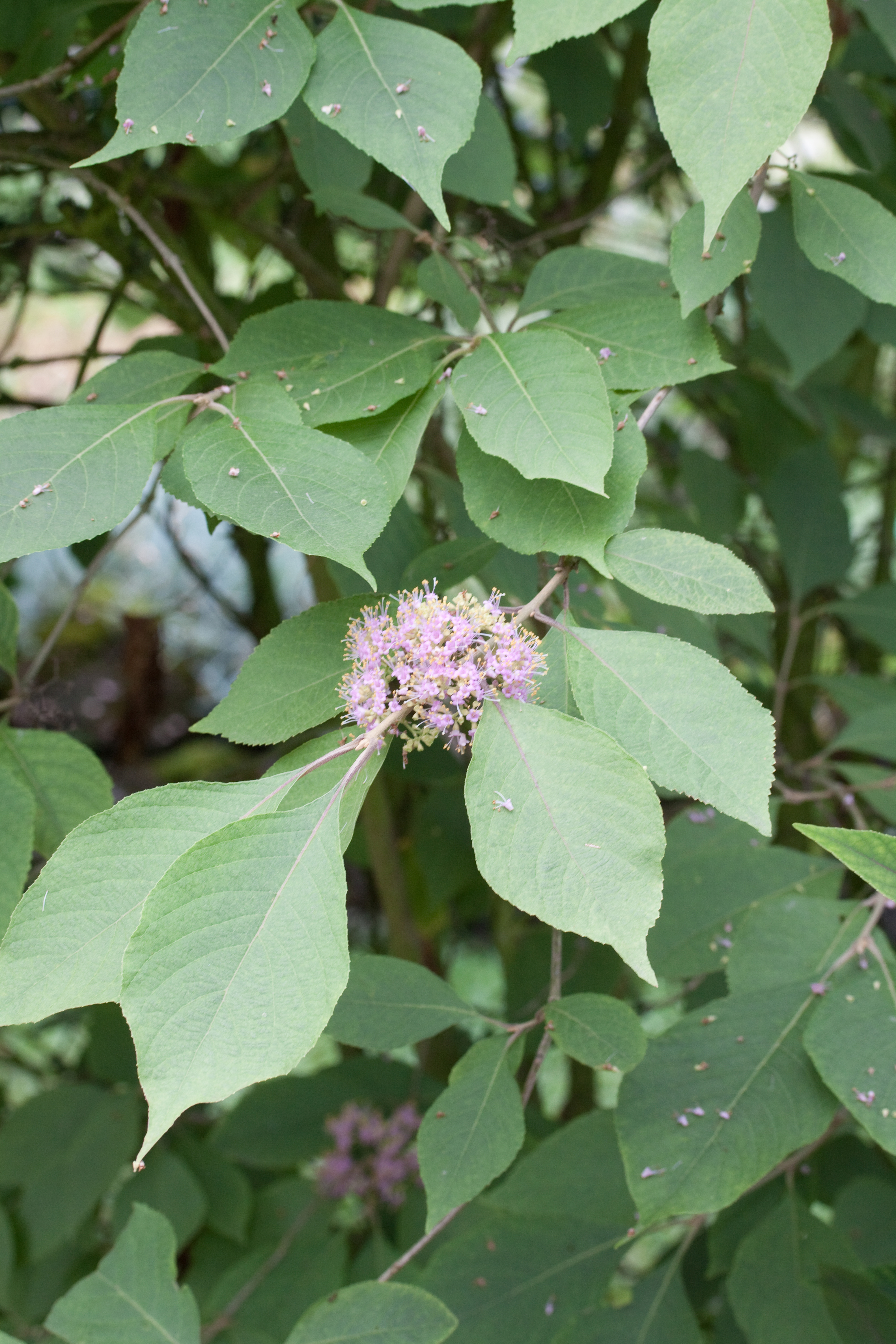
Callicarpa cathayana
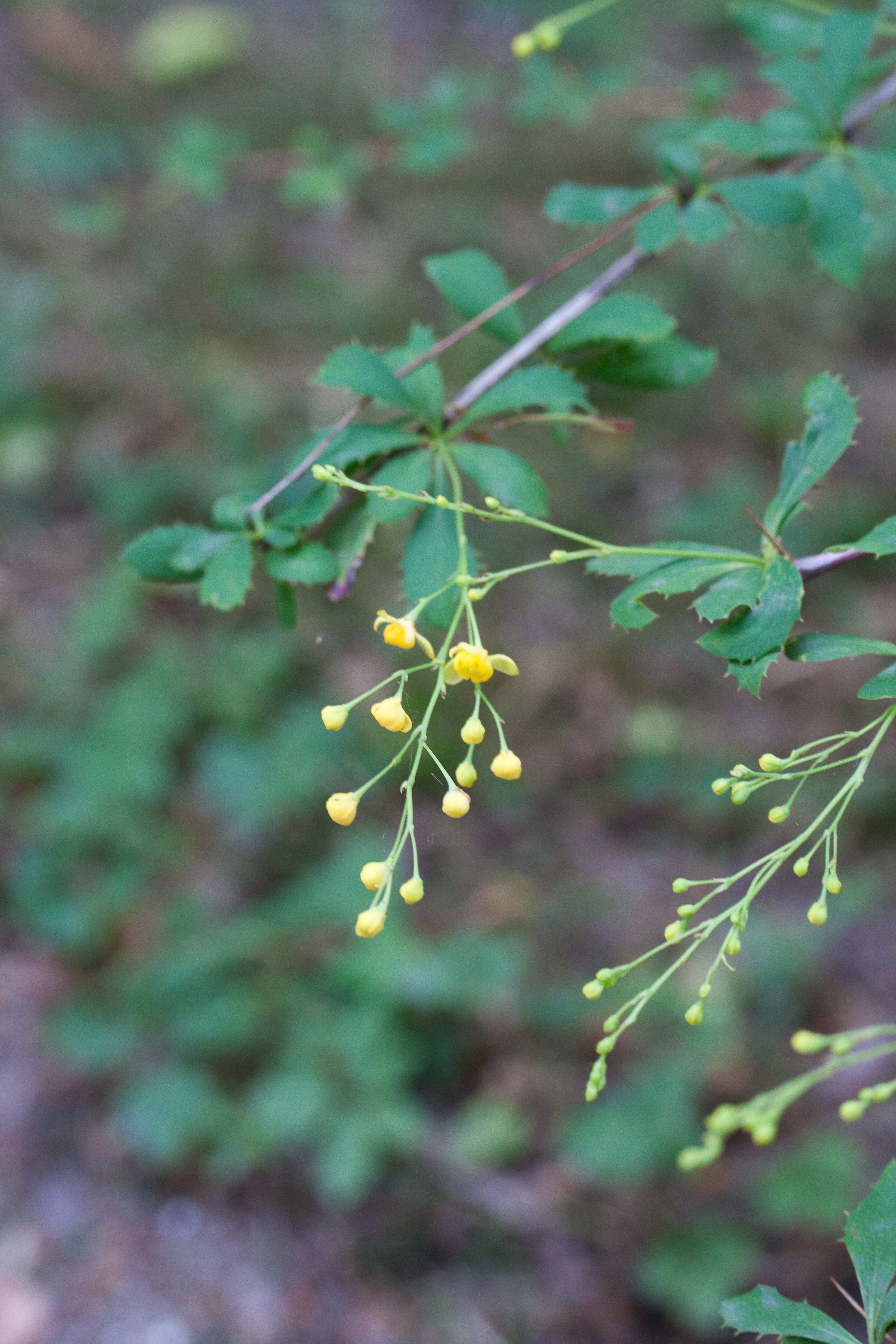
Berberis wilsoniae
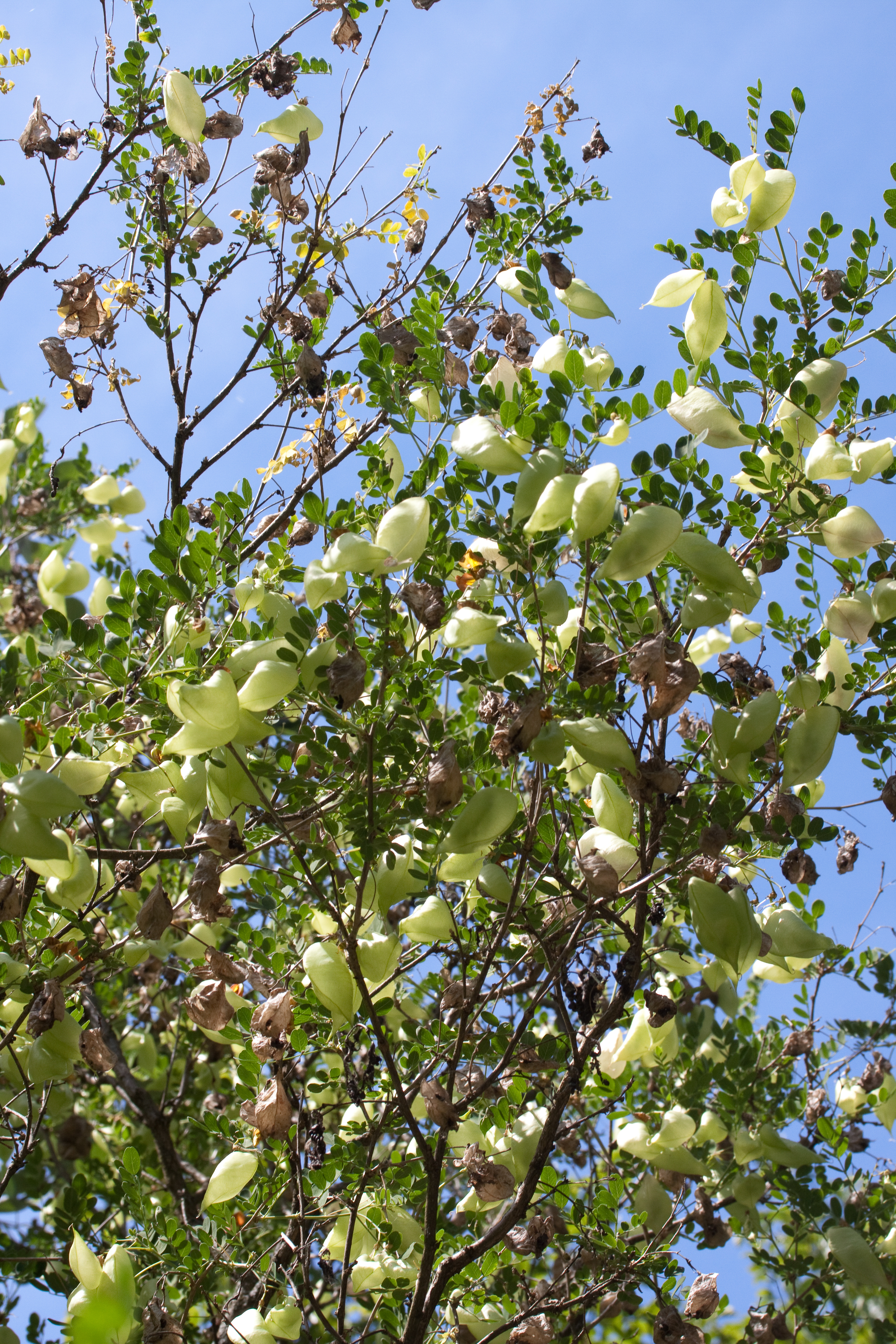
Colutea orientalis
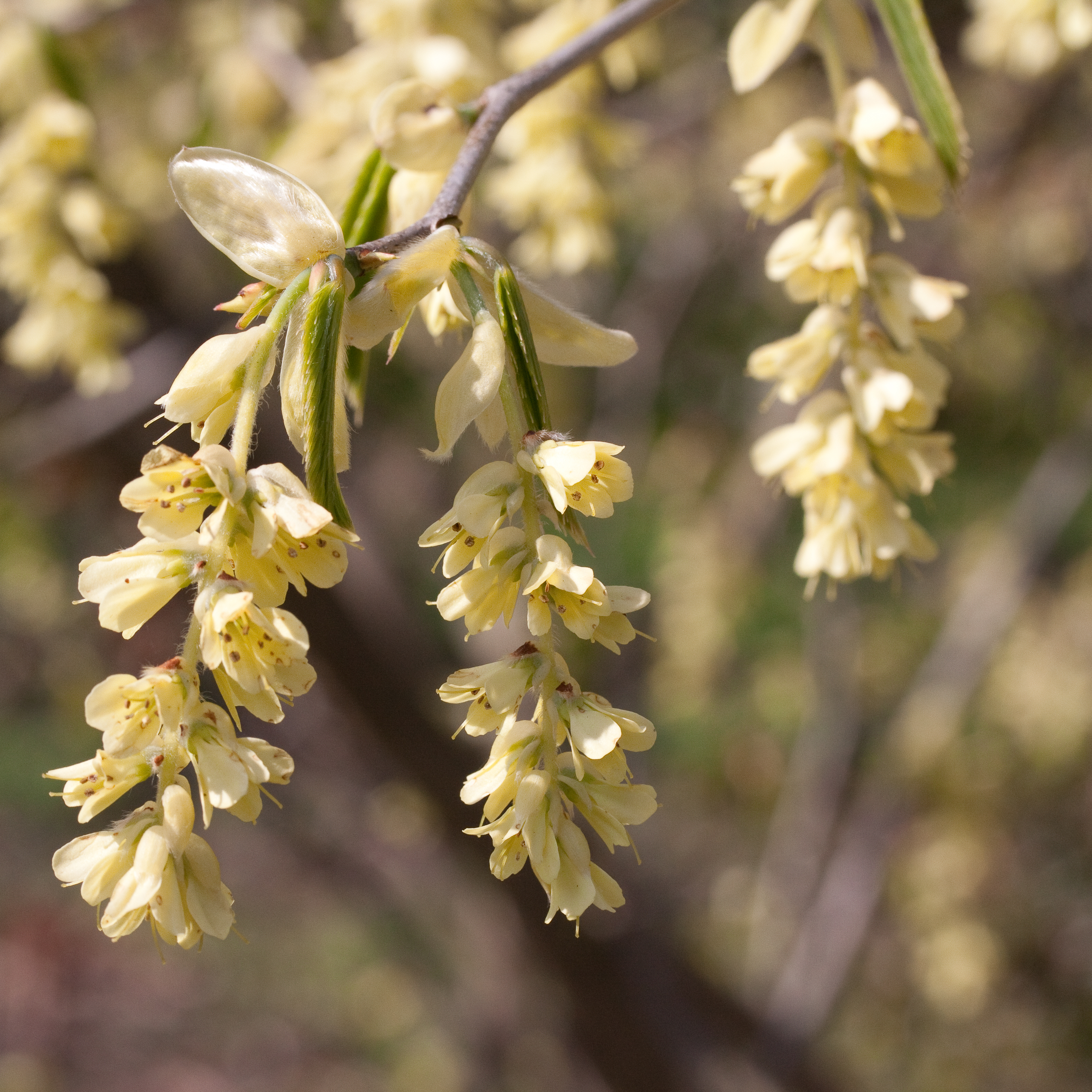
Corylopsis glabrescens
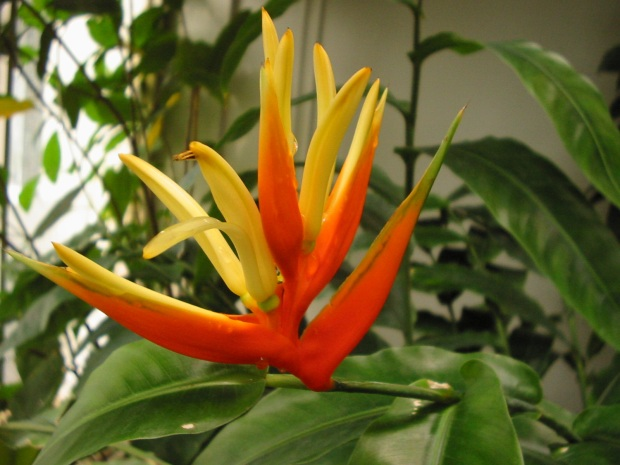
Heliconia aurantiaca
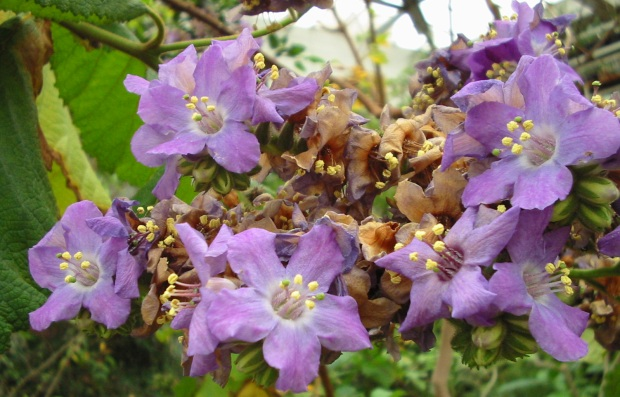
'Wigandia kunthii'